# Andreas Ottenschläger
Andreas Ottenschläger (* 7. Mai 1975 in Wien) ist ein österreichischer Politiker (ÖVP). Ottenschläger ist seit dem 29. Oktober 2013 Abgeordneter zum Nationalrat.

## Leben
Andreas Ottenschläger besuchte nach der Volksschule das Bundesgymnasium Wien 8, an welchem er im Jahr 1993 maturierte. Nach einem Jahr Präsenzdienst begann er 1994 ein Studium der Betriebswirtschaftslehre, welches er im Jahr 2001 ohne Abschlussprüfung beendete.
1998 fing Andreas Ottenschläger in der Firma seines Vaters, Gerhard Ottenschläger, in der DEBA Bauträger Gesellschaft m.b.H. zu arbeiten an. Im Alter von 23 Jahren, wurde er Prokurist. In den kommenden Jahren erwarb er durch Weiterbildungen diverse Qualifikationen in Bereich der Immobilienwirtschaft. 2008 schließlich wurde Ottenschläger Geschäftsführer der DEBA.
Seine Karriere in der Politik begann 1995 als Mitglied in der Jungen Volkspartei. 1996, im Alter von erst 21 Jahren, zog Ottenschläger als Abgeordneter in die Bezirksvertretung des 8. Wiener Gemeindebezirks Josefstadt ein. 2001 wurde er unter der ÖVP-Politikerin Margit Kostal stellvertretender Bezirksvorsteher und hatte diese Position bis 2005 inne. Seine Wahl in den Landesparteivorstand der ÖVP Wien folgte 2012. Ottenschläger ist seit seiner Wahl zum Abgeordneten 2013 auch ÖVP-Verkehrssprecher.
Andreas Ottenschläger ist verheiratet und Vater zweier Kinder.